# Protoazin parisiensis
Il protoazin (Protoazin parisiensis) è un uccello estinto, appartenente agli opistocomiformi. Visse nell'Eocene superiore (circa 36 milioni di anni fa) e i suoi resti fossili sono stati ritrovati in Francia. 

## Descrizione
Tutto ciò che si conosce di questo animale sono alcune ossa (un coracoide sinistro parziale, parte della scapola sinistra e parte di una falange di una zampa posteriore) conservatesi in un'unica piccola matrice di roccia. Da questi pochi resti non è possibile ricostruire l'animale, ma i fossili mostrano chiaramente somiglianze con l'attuale hoatzin (Opisthocomus hoazin), un peculiare uccello sudamericano dalle caratteristiche arcaiche. Sembra che Protoazin fosse leggermente più grande della forma attuale, e che fosse caratterizzato da un coracoide ampio in senso mediolaterale. La presenza di un'apertura pneumatica sotto i cotili scapolari del coracoide permette di distinguere questa forma da Namibiavis, un altro opistocomiforme africano, mentre l'acromion ridotto sulla scapola lo distingue dai sudamericani Hoazinavis e Opisthocomus. 

## Classificazione
Protoazin, descritto per la prima volta nel 2014, è considerato il più antico e primitivo tra gli opistocomiformi, un gruppo di uccelli arcaici attualmente rappresentati dal solo hoatzin. Tuttavia, Protoazin non è il più primitivo del gruppo, in quanto Namibiavis del Miocene inferiore-medio della Namibia sembrerebbe essere più basale (a causa della mancanza dell'apertura pneumatica della scapola). In ogni caso, Hoazinavis del tardo Oligocene brasiliano e l'attuale Opisthocomus sembrerebbero essere più derivati di Protoazin, a causa della maggior lunghezza dell'acromion scapolare. 

## Significato dei fossili
I fossili di Protoazin confermano l'ipotesi secondo cui gli opistocomiformi si siano originati nel Vecchio Mondo (anche se non è chiaro se in Europa o in Africa) e poi si siano spostati nel Nuovo Mondo, dove vive tuttora una specie relitta. In Nordamerica i resti fossili di questo gruppo sono inesistenti, se si esclude un possibile rappresentante arcaico (Foro panarium) ma quasi sicuramente non legato al gruppo.